# ST Kyro
Die ST-Kyro-Serie von STMicroelectronics ist eine Familie von 3D-Grafikchips für AGP, die auf IP der PowerVR Series 3 basiert und ist somit ein Tilebased Deferred Renderer (TBDR). Ein weiterer Vertreter auf Basis der PowerVR Series 4 war geplant und so gut wie fertiggestellt, allerdings entschied sich STMicroelectronics für den Ausstieg aus dem Grafikgeschäft und schloss die entsprechende Abteilung. Die Series 3 wurde später für mobile Geräte optimiert und als PowerVR MBX ein Erfolg.

## Versionen

### ST Kyro

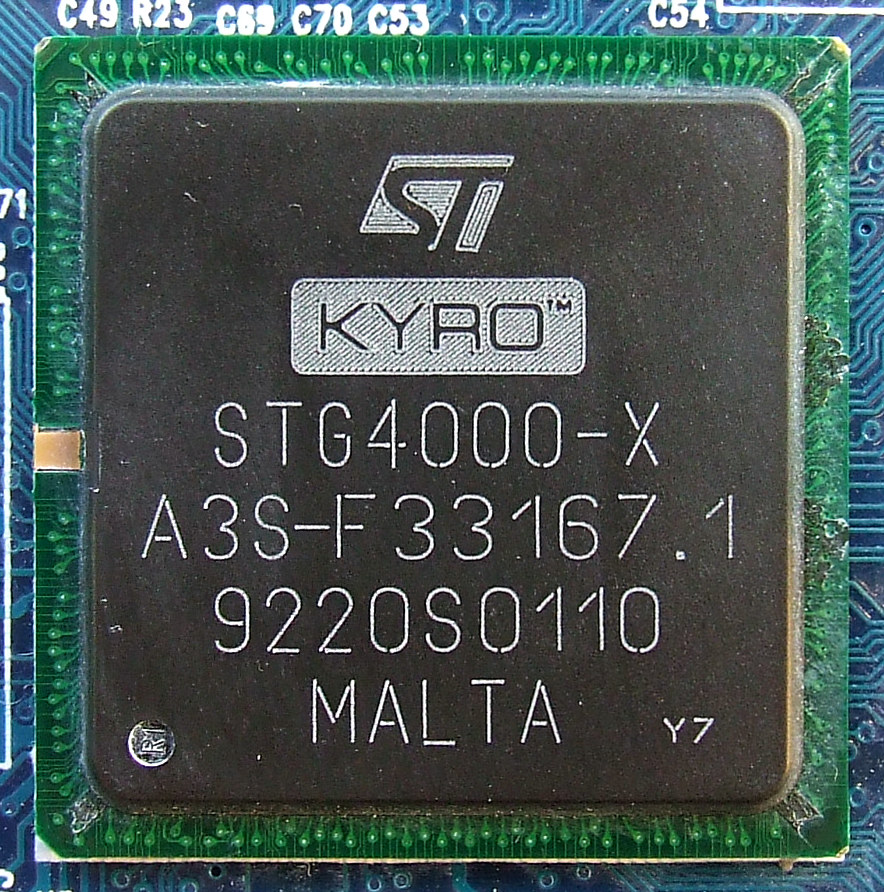
Kyro-Chip

Im Juni 2000 wurde mit STMicroelectronics ein neuer Lizenznehmer für die PowerVR Series 3 bekanntgegeben und der erste Chip, Kyro (auch bekannt als Kyro 128) wurde im Herbst 2000 auf den Markt gebracht. Als Low-Cost-Produkt wurde der Chip gegen Nvidias GeForce 2 MX positioniert und konnte mit besseren Features durchaus überzeugen.

### ST Kyro II

Kyro-II-Logo

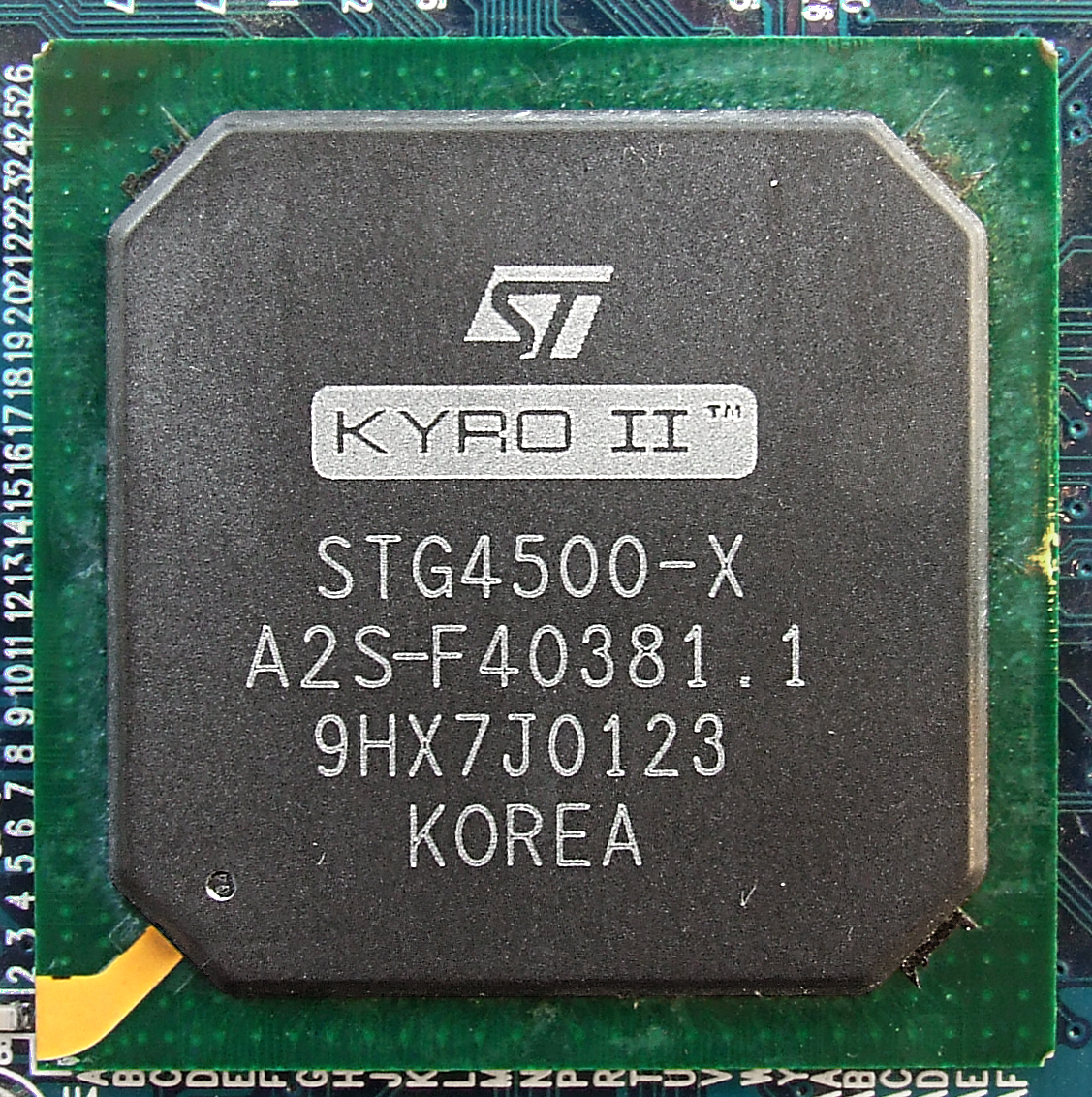
Kyro-II-Chip

Im April 2001 legte STMicroelectronics dann die Kyro II nach, die lediglich eine längere Pipeline und modernere Fertigung zum Erreichen höherer Taktraten ergänzte und ansonsten identisch mit der Kyro war. Da die Taktrate aber um beachtliche 50 % gesteigert wurde – die der Chip fast 1:1 in Mehrleistung umsetzen kann – war die Performance sehr überzeugend. Kyro II wurde ein unerwarteter Verkaufserfolg.
Offiziell sollte er wie der Kyro I auch gegen die GeForce 2 MX konkurrieren, konnte es in der Praxis durchaus mit einer GeForce 2 GTS aufnehmen und diese sogar teils überflügeln.
Wie sein Vorgänger waren Kyro-II-Karten AGP-2.0-Modelle. Aufgrund eines internen Problems war der im Standard vorgesehene AGP-4x-Modus im Kyro II jedoch gegenüber seinem Vorgänger deaktiviert worden. Obwohl er sich als AGP-2.0-fähig auswies, verweigerten manche reine AGP-2.0-Mainboards aufgrund dieser deaktivierten Funktion den Betrieb mit der Karte, da sie von einem falsch codierten AGP-1.0-Modell ausgingen, welches sie nicht unterstützen.

### ST Kyro II SE
Bereits kurze Zeit später gab es Gerüchte um einen weiteren Refresh-Chip, die Kyro II SE, die dann tatsächlich zur CeBit 2002 vorgestellt, aber nie wirklich ausgeliefert wurde, da STMicroelectronics sich zum Ausstieg aus dem Grafikgeschäft entschloss.
Neben einer höheren Taktung sollte er vor allem durch sein enT&L, enhanced T&L, bestehen um auch neuere Spiele ohne Patches lauffähig zu machen. Da dies jedoch nur eine Umleitung entsprechender Befehle auf die CPU bedeutete, entsprach dies keiner Hardwareverbesserung. Die enT&L-Fähigkeit wurde mit der Treiberversion 2.0 auch für bisher erschienene Kyro-Karten nachgereicht. Ebenso war für Kyro-II-Modelle eine Taktung auf das Niveau der SE-Variante durch einen treibereigenen Schieberegler möglich.

### ST Kyro III
Eigentlich sollte die PowerVR Series 4 a. k. a. Kyro III ebenfalls auf der CeBit 2002 vorgestellt werden, dazu kam es aber nicht mehr. STMicroelectronics und PowerVR bemühten sich zwar noch um einen Verkauf der Grafiksparte (sowie der Lizenzen für PowerVR Series 4 und PowerVR Series 5), interessiert war u. a. VIA Technologies, aber es kam kein Geschäft zustande.

## Modelldaten
| Model         | Jahr | Codename | Herstellungs- verfahren (nm) | Transistoren (in Mio.) | Interface | max. Speicher (MB) | Takt (Chip) (MHz) | Takt (Speicher) (MHz) | Pipes x TMUs x VPUs | Füllrate (MT/s) | Speicher- bandbreite (GB/s) | Speicherbus-Typ | Speicherbus- breite (bit) | DirectX-Version | OpenGL-Version | Features                       |
| ------------- | ---- | -------- | ---------------------------- | ---------------------- | --------- | ------------------ | ----------------- | --------------------- | ------------------- | --------------- | --------------------------- | --------------- | ------------------------- | --------------- | -------------- | ------------------------------ |
| ST Kyro       | 2000 | STG-4000 | 250                          | 12                     | AGP, PCI  | 64                 | 115               | 115                   | 2 × 1               | 230             | 1,8                         | SDRAM           | 128                       | 6               | 1.4            | TBDR, S3TC, FSAA               |
| ST Kyro II    | 2001 | STG-4500 | 180                          | 15                     | AGP       | 64                 | 175               | 175                   | 2 × 1               | 350             | 2,8                         | SDRAM           | 128                       | 6               | 1.4            | TBDR, S3TC, FSAA               |
| ST Kyro II SE | 2002 | STG-4800 | 180                          | 15                     | AGP       | 64                 | 200               | 200                   | 2 × 1               | 400             | 3,2                         | SDRAM           | 128                       | 6               | 1.4            | TBDR, S3TC, FSAA               |
| ST Kyro III   |      | STG-5500 | 130                          | ?                      | AGP       | 64                 | ~250              | ?                     | 4 × 1               | ?               | ?                           | DDR-SDRAM       | 128                       | 7 oder 8        | 1.4            | TBDR, S3TC, FSAA, Hardware T&L |